# Старе Залубиці
Старе Залубиці (пол. Stare Załubice) — село в Польщі, у гміні Радзимін Воломінського повіту Мазовецького воєводства.
Населення — 805 осіб (2011).
У 1975-1998 роках село належало до Варшавського воєводства.

## Демографія
Демографічна структура станом на 31 березня 2011 року:
|          | Загалом | Допрацездатний вік | Працездатний вік | Постпрацездатний вік |
| -------- | ------- | ------------------ | ---------------- | -------------------- |
| Чоловіки | 410     | 94                 | 284              | 32                   |
| Жінки    | 395     | 85                 | 243              | 67                   |
| Разом    | 805     | 179                | 527              | 99                   |